# David Romminger
David Romminger (* 28. März 1983 in Regensburg) ist ein deutscher Fußballspieler.

## Karriere
Romminger spielte in seiner Jugend bei den Vereinen SG Post/Süd Regensburg und Freier TuS Regensburg. 2004 wechselte er zum SSV Jahn Regensburg, wo er zunächst in der Reservemannschaft in der Bayernliga eingesetzt wurde. Am 15. Oktober 2005 gab David Romminger sein Debüt in der ersten Mannschaft beim Regionalligaspiel gegen die Reserve des Karlsruher SC. In den folgenden fünf Jahren absolvierte der Mittelfeldspieler 116 Spiele für Regensburg, davon 33 in der 3. Liga, und schoss insgesamt 14 Tore. Am Ende der Saison 2009/10 wurde bekannt, dass Romminger seinen Vertrag beim SSV Jahn nicht verlängert.
Er wechselte zur Saison 2010/11 zu Freier TuS Regensburg, den er jedoch nach nur 12 Spielen wieder verließ und sich dem Bayernligisten SV Seligenporten anschloss. Auch dort kam er nur auf 12 Rückrundenspiele. Im Sommer 2011 nahm er das Angebot des Bezirksoberligisten DJK Vilzing an, den er mit acht Toren in 34 Spielen zum Aufstieg in die Landesliga Mitte führte. Zwei Jahre später gelang ihm mit dem Verein der erstmalige Aufstieg in die Bayernliga.